# Urobilina
La urobilina es un producto del metabolismo de la bilirrubina, que a su vez se produce por degradación de la hemoglobina, la molécula que transporta el oxígeno en el interior de los glóbulos rojos. La bilirrubina proviene de la ruptura del grupo hemo de los glóbulos rojos degradados. 
La bilirrubina en su forma simple (no conjugada) no es soluble, por lo que en la sangre se asocia a una proteína plasmática, la albúmina sérica, para permitir su transporte hacia el hígado. Una vez allí, la bilirrubina se conjuga con el ácido glucurónico, formando diglucurónido de bilirrubina (o simplemente "bilirrubina conjugada"), para hacerla soluble en agua. Esta reacción es catalizada por la enzima UDP-glucurónido transferasa. 
La bilirrubina conjugada se excreta del hígado a través de los conductos biliares y císticos como parte de la bilis. En el colon, las bacterias intestinales deconjugan y reducen la bilirrubina y la convierten en:
- Urobilinógeno (20%), que puede ser reabsorbido por las células intestinales y transportado por la sangre hasta el hígado, donde vuelve a reconjugarse (15%) para ser excretado de nuevo por la bilis; el resto (5%) se convierte en urobilina, que se excreta por los riñones;
- Estercobilinas (80%), que son eliminadas con las heces y son los productos responsables de la coloración de las mismas.

Los colores de la orina diferentes al amarillo claro (color amarillo intenso hasta rojo) son indicación de una enfermedad o también puede deberse a la ingesta de fármacos o ciertos alimentos.